# Стальной рассвет
«Стальной рассвет» (англ. Steel Dawn) — фантастический фильм 1987 года, главную роль в котором исполнил Патрик Суэйзи.

## Сюжет
Опустошительная Третья мировая война навсегда изменила облик Земли. Жизнь людей теперь целиком зависит от редких источников пресной воды. В этом суровом постапокалиптическом мире обитатели небольшого городка живут в вечном страхе перед бандой, властвующей на их землях. Бандиты собираются отнять колодец у одинокой красавицы Кэйши и её юного сына.
Но планы головорезов внезапно нарушает появление загадочного Кочевника. Молчаливый незнакомец с блестящими навыками воина и холодным сердцем героя встает на защиту городка и отважной женщины, поклявшись избавить их от злодеев. Главарь банды желает избавиться от чужака любым способом…

## В ролях
| Актёр         | Роль     |
| ------------- | -------- |
| Патрик Суэйзи | Кочевник |
| Лиза Ниеми    | Кэйша    |
| Кристофер Ним | Сё       |
| Брайон Джеймс | Тэрк     |
| Джон Фудзиока | Корд     |
| Бретт Хулл    | Джукс    |
| Энтони Цербе  | Дэмнил   |
| Арнольд Вослу | Маккер   |

## Интересные факты
- Фильм снимали в пустыне Дедвлей[англ.], расположенной на территории намибийского национального парка Намиб-Науклуфт.
- В фильме показан буер на колёсном ходу под названием Wind Racer.